# Mistrzostwa Polski w Scrabble
Mistrzostwa Polski w Scrabble – doroczny turniej organizowany przez Polską Federację Scrabble wyłaniający mistrza Polski w Scrabble.

## Historia
Mistrzostwa Polski w Scrabble po raz pierwszy odbyły się w 1993 roku w Warszawie. O zwycięstwie decydowała wówczas całkowita liczba zdobytych małych punktów (system high score), a zasady dopuszczalności słów były bardzo ograniczone i w dużym stopniu różniące się od obecnych. Od III Mistrzostwa Polski w 1995 zrezygnowano z systemu high score, a o kolejności miejsc zaczęła decydować liczba wygranych partii. W 1997 została założona Polska Federacja Scrabble, która od tego czasu zajmuje się doroczną organizacją kolejnych mistrzostw.

## Zwycięzcy mistrzostw
| Rok  | Miejsce                                                | Zwycięzca             |
| ---- | ------------------------------------------------------ | --------------------- |
| 1993 | Warszawa                                               | Tomasz Zwoliński      |
| 1994 | Warszawa                                               | Tomasz Zwoliński      |
| 1995 | Warszawa                                               | Paweł Stefaniak       |
| 1996 | Warszawa                                               | Tomasz Zwoliński      |
| 1997 | Warszawa                                               | Tomasz Zwoliński      |
| 1998 | Warszawa                                               | Jarosław Borowski     |
| 1999 | Warszawa                                               | Marcin Mroziuk        |
| 2000 | Warszawa                                               | Mariusz Skrobosz      |
| 2001 | Warszawa                                               | Marcin Mroziuk        |
| 2002 | Warszawa                                               | Kamil Górka           |
| 2003 | Warszawa                                               | Kazimierz Merklejn jr |
| 2004 | Warszawa                                               | Mariusz Wrześniewski  |
| 2005 | Warszawa                                               | Mariusz Skrobosz      |
| 2006 | Warszawa                                               | Krzysztof Mówka       |
| 2007 | Warszawa                                               | Stanisław Rydzik      |
| 2008 | Warszawa                                               | Paweł Jackowski       |
| 2009 | Warszawa                                               | Dariusz Kosz          |
| 2010 | Wałcz                                                  | Bartosz Morawski      |
| 2011 | Wałcz (faza eliminacyjna) Warszawa (faza finałowa)     | Mirosław Uglik        |
| 2012 | Babice Nowe (faza eliminacyjna) Wałcz (faza finałowa)  | Michał Alabrudziński  |
| 2013 | Stare Babice                                           | Dominik Urbacki       |
| 2014 | Kraków                                                 | Dariusz Kosz          |
| 2015 | Kraków                                                 | Kamil Górka           |
| 2016 | Ostróda                                                | Jakub Szymczak        |
| 2017 | Ostróda (faza eliminacyjna) Sochaczew (faza finałowa)  | Bartosz Morawski      |
| 2018 | Sochaczew (faza eliminacyjna) Warszawa (faza finałowa) | Dariusz Kosz          |
| 2019 | Warszawa                                               | Mariusz Skrobosz      |
| 2021 | Miętne                                                 | Kacper Zegadło        |
| 2022 | Kraków                                                 | Jan Mrozowski         |
| 2023 | Katowice                                               | Jakub Zaryński        |
| 2024 | Łódź                                                   | Dominik Urbacki       |